# IC 4970
IC 4970是 SA0^- pec 類型的無棒透鏡狀星系，位於孔雀座，距離地球2億1,200萬光年(65 Mpc)，正在與棒旋星系NGC 6872相互作用。它於1900年9月21日由美國天文學家迪萊爾·斯圖爾特發現。

## 外部連結
- 维基共享资源上的相關多媒體資源：IC 4970
- WikiSky上关于IC 4970的内容：DSS2, SDSS, GALEX, IRAS, 氢α, X射线, 天文照片, 天图, 文章和图片
- IC 4970 at SIMBAD